# Mark I
Mark I – brytyjski czołg z okresu I wojny światowej, którego prototypem był Little Willie.

## Historia
Po udanych próbach terenowych w styczniu i lutym 1916, które wykazały, że Mark I sprawnie pokonywał 2,5 metrowe okopy i zasieki z drutu kolczastego, pojazd został skierowany do produkcji. Angielska nazwa czołgu – Tank oznaczająca zbiornik, została użyta, aby zmylić wywiad wroga. Dodatkowo zakamuflowano przedsięwzięcie, twierdząc oficjalnie, że zakłady produkują zbiorniki na zamówienie Rosji.
W sumie wyprodukowano 150 czołgów Mark I w wersji „żeńskiej” (wyposażone w 5 ciężkich karabinów maszynowych) i „męskiej” (wyposażone w 2 armaty kalibru 57 mm i 3 karabiny maszynowe umieszczone w sponsonach). Największą wadą czołgu była jego awaryjność – po kilku godzinach walki pojazd nadawał się do kapitalnego przeglądu. Dodatkowo odczuwalny dla załogi był brak amortyzacji, wyciszenia oraz skutecznej wentylacji.
Na podstawie czołgu Mark I skonstruowano brytyjskie samobieżne działo polowe Gun Carrier Mark I, które weszło do służby w 1917.

## Zastosowanie bojowe
15 września 1916, 49 czołgów Mark I miało wspomagać atak piechoty brytyjskiej w bitwie nad Sommą. Na linię frontu dotarły tylko 32 czołgi, z czego 5 ugrzęzło w podmokłym terenie, a 9 uległo awarii. Pozostałe 18 wozów nie odegrało decydującej roli w przebiegu walk gdyż atakowały w znacznym rozproszeniu (w grupach po dwa, trzy wozy) na nieprzyjaznym terenie, pomimo to były zaskoczeniem dla Niemców. Użycie ich zaowocowało znacznym zmniejszeniem strat. 17 września w sztabie brytyjskiego dowódcy, generała Douglasa Haiga, znaleźli się pułkownik Ernest Swinton i porucznik Albert Gerald Stern, obaj zaangażowani w rozwój broni pancernej. Generał Haig był jednak sceptycznie nastawiony do nowego wynalazku i nie spowodował szerszego i bardziej celowego wykorzystania czołgów. Okazało się to błędem, ponieważ ich pojawienie się na linii frontu zaskoczyło Niemców w równym stopniu, jak generała Haiga ich skuteczność. Gdy okazało się, że czołgi zrobiły we froncie wyrwę o szerokości kilkunastu kilometrów i głębokości kilkudziesięciu, wojska Brytyjskiego Korpusu Ekspedycyjnego nie mogły wykorzystać powodzenia, ponieważ zaopatrzenie pozostało daleko w tyle i czołgi z braku amunicji wycofano na tyły.

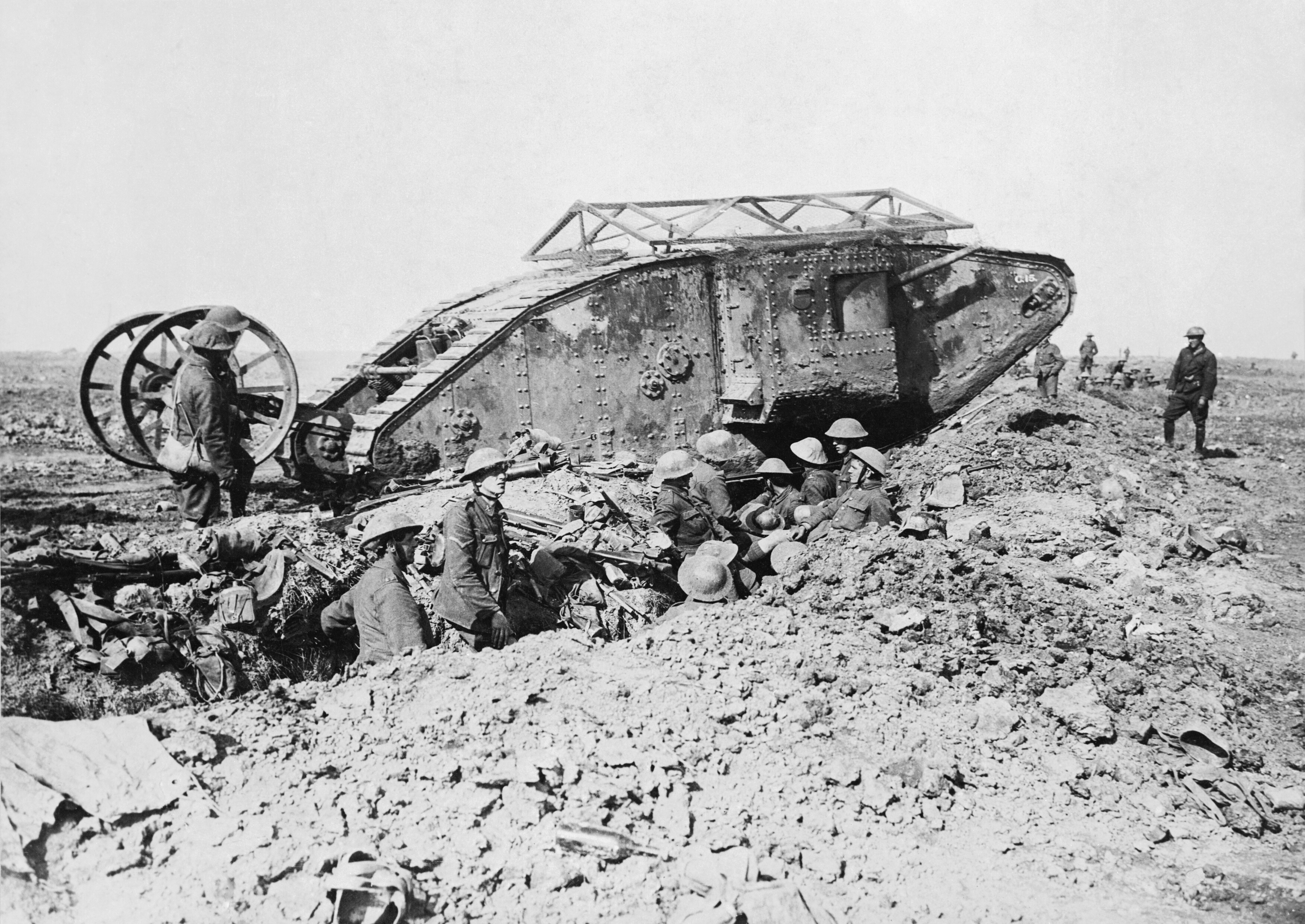
Czołg Mark I „męski” 25 września 1916. Kształt romboidalny pozwalał łatwiej pokonywać przeszkody i okopy. W późniejszych wersjach usunięte zostały koła z tyłu. Siatka na szczycie czołgu miała za zadanie odbijać granaty